# Droga wojewódzka 678
Die Droga wojewódzka 678 (DW 678) ist eine 52 Kilometer lange Droga wojewódzka (Woiwodschaftsstraße) in der polnischen Woiwodschaft Podlachien, die Białystok mit Wysokie Mazowieckie verbindet. Die Strecke liegt in der kreisfreien Stadt Białystok, im Powiat Białostocki und im Powiat Wysokomazowiecki.

## Streckenverlauf
Woiwodschaft Podlachien, Kreisfreie Stadt Białystok
-  Białystok (Bjelostock) (S 8, DK 8, DK 19, DK 65, DW 669, DW 675, DW 676)

Woiwodschaft Podlachien, Powiat Białostocki
- Kleosin
- Ignatki
- Księżyno
- Niewodnica Korycka
-  Markowszczyzna (DW 682)
- Tołcze
- Baciuty
- Łupianka Stara
-  Roszki-Wodźki (DW 681)

Woiwodschaft Podlachien, Powiat Wysokomazowiecki
- Kruszewo-Brodowo
- Kruszewo-Głąby
-  Sokoły (DW 671)
- Bruszewo-Borkowizna
- Stara Ruś
- Mazury
- Brok
- Brzóski-Gromki
-  Wysokie Mazowieckie (DK 66)